# Estolidobranquis
Els estolidobranquis (Stolidobranchia) són un ordre de tunicats de la classe dels ascidiacis. Es caracteritzen per tenir la brànquia plegada longitudinalment. Alguns gèneres de la nostra fauna son, Halocynthia, Distomus, Microcosmus, entre d'altres.

## Taxonomia
L'ordre Stolidobranchia inclou tres famílies amb 1.039 espècies:
- Família Molgulidae Lacaze-Duthiers, 1877
- Família Pyuridae Hartmeyer, 1908
- Família Styelidae Sluiter, 1895